# Кус, Торин
Торин Кус (англ. Torin Koos; род. 19 июля 1980, Миннеаполис, Миннесота) — американский лыжник, участник трёх Олимпийских игр, призёр этапа Кубка мира. Специалист спринтерских гонок.

## Карьера
В Кубке мира Кус дебютировал в 2001 году, в январе 2007 года первый, и пока единственный раз попал в тройку лучших на этапе Кубка мира, в спринте. Кроме подиума на сегодняшний день имеет на своём счету 6 попаданий в десятку лучших на этапах Кубка мира, 1 в личных и 5 командных гонках. Лучшим достижением Куса в общем итоговом зачёте Кубка мира является 48-е место в сезоне 2006-07.
На Олимпиаде-2002 в Солт-Лейк-Сити занял 35-е место в спринте.
На Олимпиаде-2006 в Турине стал 36-м в спринте.
На Олимпиаде-2010 в Ванкувере стартовал в трёх гонках: спринт — 36-е место, командный спринт — 9-е место, эстафета — 13-е место.
За свою карьеру принимал участие в пяти чемпионатах мира, лучший результат 11-е место в командном спринте на чемпионате-2009 в чешском Либереце, в личных гонках не поднимался выше 21-го места.
Использует лыжи и ботинки производства фирмы Rossignol.